# Drie-eenheidskathedraal (Novosibirsk)
De Kathedraal van de heilige Drie-eenheid (Russisch: Троицкий собор) is een Russisch-orthodox kerkgebouw in de Russische stad Novosibirsk. De kathedraal valt onder het bisdom Novosibirsk-Berdsk.
Oprichting van de parochie vond plaats in 1997. De erediensten werden eerst nog gehouden in een tijdelijk onderkomen in een flatgebouw. Met de bouw werd in 1999 en, met name vanaf 2002 aangevangen. De laatste werkzaamheden werden in 2008 afgerond. Inwijding vond plaats op 28 juni 2008. De nieuwe kathedraal betreft een groot monumentaal bouwwerk van 60 meter hoog in Russische stijl; het gebouw heeft vijf koepels en drie apsissen.
De benedenkerk is gewijd aan de heilige Vladimir, de bovenkerk werd gewijd aan de Heilige Drie-eenheid. De kathedraal biedt plaats aan 1.500 gelovigen.